# Divize E 2008/2009
V soubojích 18. ročníku Moravskoslezské divize E 2008/09 (jedna ze skupin 4. fotbalové ligy) se utkalo 16 týmů každý s každým dvoukolovým systémem podzim–jaro. Tento ročník odstartoval v sobotu 9. srpna 2008 úvodními čtyřmi zápasy 1. kola a skončil v neděli 14. června 2009 zbývajícími pěti zápasy 29. kola (30. kolo bylo předehráno jedním zápasem už v úterý 12. května 2009: Hranice – Valašské Meziříčí 2:1, zbývajících sedm zápasů 30. kola se hrálo ve středu 13. května 2009).

## Nové týmy v sezoně 2008/09
- Z MSFL 2007/08 sestoupilo do Divize E mužstvo FC MSA Dolní Benešov.
- Z Přeboru Moravskoslezského kraje 2007/08 postoupilo vítězné mužstvo TJ VOKD Poruba.[2]
- Z Přeboru Zlínského kraje 2007/08 postoupilo vítěné mužstvo TJ Valašské Meziříčí.[3]
- Z Přeboru Olomouckého kraje 2007/08 postoupilo vítězné mužstvo FK SAN-JV Šumperk.[4]

## Konečná tabulka
Zdroj: 
| Poř. | Tým                              | Z  | V  | R  | P  | VG | OG | B  |
| ---- | -------------------------------- | -- | -- | -- | -- | -- | -- | -- |
| 1.   | FC TVD Slavičín                  | 30 | 19 | 6  | 5  | 69 | 29 | 63 |
| 2.   | FK SAN-JV Šumperk (N)            | 30 | 18 | 9  | 3  | 62 | 26 | 63 |
| 3.   | TJ Sokol Lázně Velké Losiny      | 30 | 18 | 4  | 8  | 70 | 43 | 58 |
| 4.   | FK Slavia Orlová-Lutyně          | 30 | 13 | 13 | 4  | 46 | 31 | 52 |
| 5.   | FC Elseremo Brumov               | 30 | 13 | 8  | 9  | 60 | 51 | 47 |
| 6.   | FK Avízo Město Albrechtice       | 30 | 13 | 3  | 14 | 39 | 50 | 42 |
| 7.   | MFK Havířov                      | 30 | 10 | 11 | 9  | 40 | 41 | 41 |
| 8.   | TJ VOKD Poruba (N)               | 30 | 11 | 8  | 11 | 44 | 46 | 41 |
| 9.   | FC MSA Dolní Benešov (S)         | 30 | 11 | 7  | 12 | 46 | 48 | 40 |
| 10.  | TJ Jiskra Rýmařov                | 30 | 9  | 8  | 13 | 46 | 46 | 35 |
| 11.  | SK Kravaře                       | 30 | 9  | 8  | 13 | 32 | 43 | 35 |
| 12.  | SK Hranice                       | 30 | 10 | 4  | 16 | 40 | 66 | 34 |
| 13.  | TJ Valašské Meziříčí (N)         | 30 | 10 | 4  | 16 | 51 | 67 | 34 |
| 14.  | FK Bystřice pod Hostýnem         | 30 | 8  | 7  | 15 | 29 | 46 | 31 |
| 15.  | FC Velké Karlovice + Karolinka   | 30 | 7  | 6  | 17 | 34 | 52 | 27 |
| 16.  | SK Beskyd Frenštát pod Radhoštěm | 30 | 6  | 4  | 20 | 27 | 50 | 22 |

Poznámky:
- Z = Odehrané zápasy; V = Vítězství; R = Remízy; P = Prohry; VG = Vstřelené góly; OG = Obdržené góly; B = Body; (S) = Mužstvo sestoupivší z vyšší soutěže; (N) = Mužstvo postoupivší z nižší soutěže (nováček)
- O pořadí na 1. a 2. místě rozhodla bilance vzájemných zápasů: Slavičín - Šumperk 2:0, Šumperk - Slavičín 0:1.[1]
- O pořadí na 7. a 8. místě rozhodla bilance vzájemných zápasů: Havířov - Poruba 1:0, Poruba - Havířov 1:1.[1]
- O pořadí na 10. a 11. místě rozhodla bilance vzájemných zápasů: Rýmařov - Kravaře 2:1, Kravaře - Rýmařov 3:3.[1]
- O pořadí na 12. a 13. místě rozhodla bilance vzájemných zápasů: Hranice - Valašské Meziříčí 2:1, Valašské Meziříčí - Hranice 2:2.[1]

|  | Postup MSFL 2009/10                                                          |
|  | Sestup do Přeboru Zlínského kraje 2009/10                                    |
|  | Sestup do Přeboru Moravskoslezského kraje 2009/10                            |
|  | Město Albrechtice prodalo divizní licenci na ročník 2009/10 opavské rezervě. |